# 禄剛崎

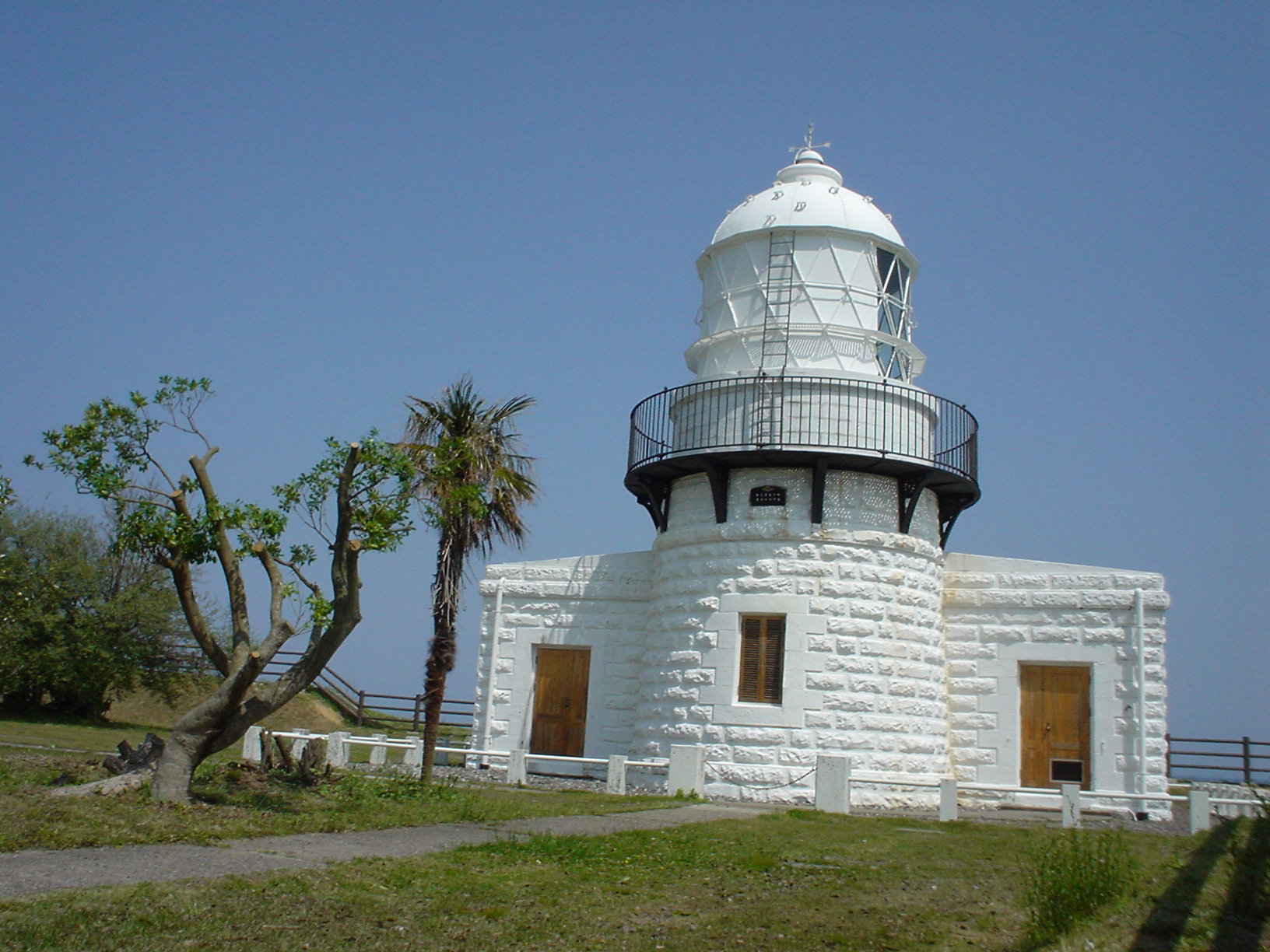
禄剛埼灯台
一見して背が低く見えるが、向こう側は断崖絶壁である。海面から48mの高さから発する光は35km先まで届く。日本の灯台50選。

禄剛崎（ろっこうさき、ろっこうざき）は、能登半島の先端に位置し、日本海に面する岬。所属自治体は石川県珠洲市。

## 地理
能登半島東北端の石川県珠洲市狼煙（のろし）地区に位置しており、奈良時代には国営の見張所が置かれた。一帯は海難事故が多かったため、航路を照らすのろしが古くから上げられていた。現在の珠洲という地名は「すすみ」（古訓で、のろしのこと）にちなむともいわれるほどであり、狼煙町、狼煙港、狼煙海岸などの地名が残っている。この狼煙は1883年（明治16年）に白亜の石造灯台、禄剛埼灯台が建設されるまで活躍していたという。
また、禄剛崎一帯には海岸段丘が発達、沿岸には千畳敷と呼ばれる海食台地が卓越しており、景観に優れる。能登半島国定公園の代表的な景勝地の一つで、灯台一帯は広場として整備されており、観光拠点として機能する。また、能登半島の外浦と内浦の双方にまたがるため、朝日と夕日が同じ場所で見られることでも知られる。